# V728 Геркулеса
V728 Геркулеса (лат. V728 Herculis) — тройная звезда в созвездии Геркулеса на расстоянии приблизительно 1346 световых лет (около 413 парсек) от Солнца. Возраст звезды определён как около 2,304 млрд лет.
Пара первого и второго компонентов — двойная затменная переменная звезда типа W Большой Медведицы (EW). Фотографическая звёздная величина звезды — от +11,5m до +10,9m. Орбитальный период — около 0,4463 суток (10,71 часа).
Открыта Николаем Ефимовичем Курочкиным в 1977 году***.

## Характеристики
Первый компонент — жёлто-белая звезда спектрального класса F3V, или F3*. Масса — около 1,8 солнечной, радиус — около 1,87 солнечного, светимость — около 5,9 солнечной. Эффективная температура — около 6600 K.
Второй компонент — жёлто-белая звезда спектрального класса F. Масса — около 0,28 солнечной, радиус — около 0,82 солнечного, светимость — около 1,24 солнечной. Эффективная температура — около 6743 K.
Третий компонент. Масса — около 0,4 солнечной. Орбитальный период — около 76 лет*.